# Tossal del Puiggròs
El Tossal del Puiggròs és una muntanya de 409 metres que es troba al municipi de Granyena de les Garrigues, a la comarca catalana de les Garrigues.